# Departamento Calamuchita

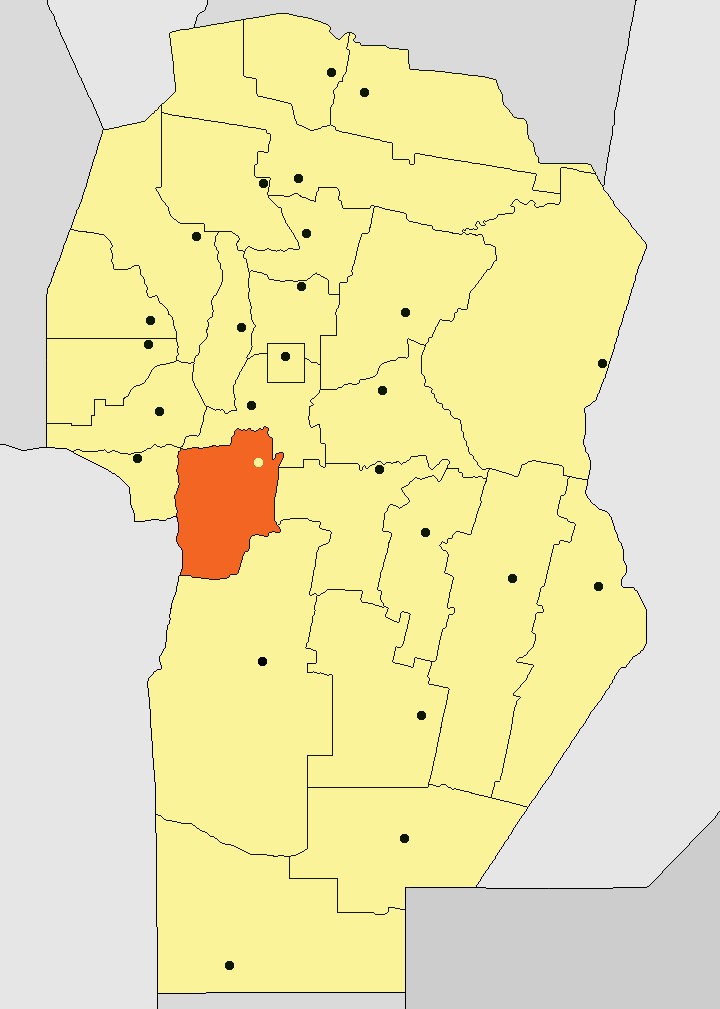
Lage des Departamento Calamuchita in der Provinz Córdoba

Calamuchita ist ein Departamento im mittleren Zentrum der zentralargentinischen Provinz Córdoba.
Insgesamt leben 75.911 Menschen auf 4693 km² dort. Die Hauptstadt des Departamento ist San Agustín.

## Städte und Orte
- Amboy
- Calmayo
- Cañada del Sauce
- Embalse
- La Cruz
- La Cumbrecita
- Las Bajadas
- Las Caleras
- Los Cóndores
- Los Molinos
- Los Reartes
- Lutti
- Río de Los Sauces
- San Agustín
- San Ignacio
- Santa Rosa de Calamuchita
- Segunda Usina
- Villa Amancay
- Villa Ciudad Parque Los Reartes
- Villa del Dique
- Villa General Belgrano
- Villa Quillinzo
- Villa Rumipal
- Villa Yacanto[2]